# Cour de justice d'Asnières-sur-Vègre
La Cour de justice, appelée aussi le Temple est un édifice situé à Asnières-sur-Vègre, dans le département de la Sarthe.

## Historique
La construction de l'édifice date des XIIIe et XIVe siècles. La cour de justice était le siège de la seigneurie ecclésiastique d’Asnières au XIIIe siècle, avant de devenir une gentilhommière au XVe siècle, puis une métairie au XVIIIe siècle, et d'être finalement partagé en appartements au  XIXe siècle. La commune d'Asnières-sur-Vègre est propriétaire du bâtiment depuis 1972. L'édifice est classé au titre des monuments historiques le 17 janvier 1991.